# Safa Ali
Safa Ali (Omdurman, Khartum, Sudan, 24 de febrer de 1979) és una metgessa obstetra i ginecòloga sudanesa. Al desembre de 2024 va ser distingida com una de les 100 dones de la BBC, entre les més influents i inspiradores del món en aquest any, segons aquesta cadena.
Després d'haver estudiat a la Facultat de Medicina de la Universitat Islàmica d'Omdurman, Safa Ali treballa a l'Hospital Al Saha i a l'Hospital maternal Al-Saudi d'Omdurman, on fa cesàries i tracta la salut de les dones i els nadons sota la pressió i les circumstàncies del conflicte permanent que es viu al país. Quan l'any 2023 van esclatar els combats a prop del seu hospital, la doctora Safa Ali i els seus col·legues s'hi van quedar, malgrat els bombardeigs constants, i van continuar treballant, sense cobrar ja més des d'aleshores –com la majoria dels metges del Sudan–, en un context descrit per Metges Sense Fronteres com «una de les pitjors emergències de salut materna i infantil del món». A més de les dificultats per disposar de llum, electricitat, aigua neta o combustible per als generadors, els hospitals es troben també amb l'escassetat de tota mena de materials i subministraments –antibiòtics, anestèsia, sang...– i el personal mèdic i sanitari ha de treballar improvisant amb els pocs recursos amb què compta.
Safa Ali també és professora a la Universitat d'Ahfad, on s'encarrega de la formació de noves metgesses obstetres davant de l'escassetat de personal sanitari, per mirar de garantir l'atenció mèdica per a les pròximes generacions.